# Harold Collins
Harold Collins (ur. 25 maja 1957 w Shannon) – amerykański trójboista siłowy i strongman.
Harold Collins jest rdzennym Amerykaninem z plemienia Lumbee. Jest wodzem ludu Lumbee-Cheraw i nosi przydomek Żelazny Niedźwiedź.
Wymiary:
- wzrost 188 cm
- waga 173 kg
- biceps 60 cm
- udo 86 cm
- klatka piersiowa 160 cm

Rekordy życiowe:
- przysiad 432 kg
- wyciskanie 3 × 320 kg
- martwy ciąg 391 kg

## Osiągnięcia strongman
- 1993
  - 6. miejsce – Mistrzostwa Świata Strongman 1993
- 1997
  - 2. miejsce – Mistrzostwa USA Strongman 1997
  - 10. miejsce – Mistrzostwa Świata Strongman 1997 (kontuzjowany)
- 1998
  - 3. miejsce – Mistrzostwa USA Strongman